# Francesco Meli
Francesco Meli (Genova, 15 maggio 1980) è un tenore italiano.

## Biografia
Francesco Meli si è diplomato al Conservatorio Niccolò Paganini sotto la guida di Norma Palacios perfezionandosi con Franca Mattiucci e Vittorio Terranova. Nel 2002 ha debuttato in Macbeth di Verdi e come solista nella Petite Messe Solennelle di Rossini trasmesse dalla Rai in occasione del Festival dei Due Mondi di Spoleto.
A soli 23 anni ha debuttato al Teatro alla Scala ne Les Dialogues des Carmelites diretto da Riccardo Muti e nel 2004 come Nemorino in Elisir d’amore, cantando la parte in moltissimi teatri d’Italia. Nel 2005 ha aperto la stagione del Teatro Carlo Felice nel ruolo di Don Ottavio in Don Giovanni con la regia di David Livermore. Nello stesso ha aperto anche il Rossini Opera Festival cantando in una nuova produzione di Bianca e Falliero, tornando negli anni seguenti per cantare in: Stabat Mater, Torvaldo e Dorliska, Maometto II, Petite Messe Solennelle e vari concerti. Dal 2005 al 2008 debutta in Don Giovanni al Théatre des Champs-Elysées a Parigi, La Sonnambula a Lyon per un’incisione Virgin a fianco di Natalie Dessay, nel Così fan tutte alla Staatsoper di Vienna diretto da Riccardo Muti. Nel 2009 e 2010 debutta al Royal Opera House e al Metropolitan Opera di New York come il Duca di Mantova. Dal 2009 inizia ad affrontare un repertorio sempre più lirico cantando in I Lombardi alla prima crociata, Simon Boccanegra e Werther a Parma. Nella stagione 2012/2013 ha cantato in Simon Boccanegra, I due Foscari, Ernani e Nabucco all’Opera di Roma, e Macbeth diretto da Muti a Chicago. Nel 2014 nel in Simon Boccanegra al Teatro La Fenice di Venezia diretto da Myung-Whun Chung. Nel 2015 ha cantato Ernani a Salisburgo diretto da Riccardo Muti e poi ancora al Metropolitan di New York.
L’anno seguente ha cantato in Simon Boccanegra a Salisburgo, Un ballo in maschera all’Opera di Roma e al Teatro La Fenice nel 2017. Nel 2018 torna al Teatro alla Scala per cantare in Ernani diretto da Ádám Fischer. Torna anche a Londra per cantare Gabriele Adorno in Simon Boccanegra. Nel 2019 si è esibito per la prima volta con i Berliner Philharmoniker durante il Festival di Pasqua a Baden-Baden cantando nel Requiem di Verdi diretto da Riccardo Muti. La stagione 2019/2020 lo ha visto protagonista del Verdi Opera Gala a Piacenza, Giovanna d’Arco in concerto alla Monnaie, ha cantato Ernani in forma di concerto in Francia. Ha poi cantato nel Requiem di Verdi diretto da Muti alla testa della Chicago Symphony Orchestra al Musikverein di Vienna. Ha inaugurato la stagione 2019-2020 cantando Cavaradossi in Tosca insieme ad Anna Netrebko (Tosca) e Luca Salsi (Scarpia), sotto la direzione di Riccardo Chailly e la regia di Davide Livermore. Il 23 febbraio 2020, quando il Teatro della Scala è stato chiuso per il corona virus, era impegnato proprio lì con Il Trovatore, altro suo ruolo distintivo del quale avrebbe celebrato la 50ª rappresentazione proprio con una delle repliche di febbraio.
Nell'estate 2020 riprende le attività cantando nel Ballo in maschera in forma di concerto al Maggio Musicale Fiorentino diretto da Carlo Rizzi. Canta poi in concerto, con Luca Salsi, col pianoforte al Teatro Municipale di Piacenza. A luglio ha cantato un programma dedicato a Verdi nel "concerto straordinario" della Scala e ancora in recital con Luca Salsi al Teatro La Fenice di Venezia poi al Festival della Valle d'Itria e all'Arena di Verona. A fine agosto canta nel Requiem di Verdi, diretto da Zubin Mehta, al Maggio Musicale Fiorentino. A settembre canta ancora il Requiem con l'Orchestra e il Coro della Scala diretti da Riccardo Chailly nei duomi di Milano, Bergamo e Brescia. Nell’ottobre 2020 è Radamès nell’Aida in forma di concerto alla Scala. il 5 dicembre canta con Plácido Domingo ne I due Foscari in forma di concerto all’Opéra de Monte-Carlo. Il 7 dicembre partecipa allo spettacolo straordinario "A riveder le stelle" che il Teatro alla Scala ha organizzato in collaborazione con la Rai.
All'inizio del 2021 ha compiuto un lungo tour in Giappone cantando in Tosca al New National Theatre Tokyo e poi in concerto in Shirakawa, Shiga e Tokyo. A marzo è stato protagonista insieme al soprano Maria Agresta nel concerto, in diretta streaming dal Teatro alla Scala, diretto da Nicola Luisotti. A marzo ha cantato nel Requiem di Verdi al Teatro Massimo di Palermo sotto la direzione di Riccardo Muti. Il 19 maggio è stato Cavaradossi nella Tosca in forma di concerto diretta da Zubin Mehta al Teatro del Maggio in occasione dell'85º compleanno del Maestro. Ha poi tenuto un concerto, organizzato dall’IIC di Tel Aviv e dall’Ambasciata d’Italia in Israele, alla Israeli Opera con il pianista Davide Cavalli e il soprano Veronika. A luglio ha cantato nella Traviata diretta da Francesco Ivan Ciampa all'Arena di Verona; ne I due Foscari, diretto da Daniele Rustioni, con Marina Rebeka e Leo Nucci al Festival d'Aix-en-Provence; nel Requiem di Verdi (con Eleonora Buratto, Sonia Ganassi e Michele Pertusi) al Palau de les Arts Reina Sofía di Valencia sotto la direzione di Daniele Gatti e poi ancora in Tosca al Palazzo Farnese di Piacenza.
Nell'autunno 2021 è ritornato a Firenze per cantare in Traviata, in un nuovo allestimento di Davide Livermore (con Nadine Sierra come Violetta, Leo Nucci e Plácido Domingo come Giorgio Germont) e con direzione di Zubin Mehta. Il 19 settembre ha cantato per la prima volta al Teatro San Carlo di Napoli in un Gala concerto omaggio a Enrico Caruso, con Xabier Anduaga e Francesco Demuro sotto la direzione di Marco Armiliato. Dal 17 al 26 ottobre sarà al Teatro dell'Opera di Roma per una nuova produzione di Giovanna d’Arco con regia di Davide Livermore e direzione di Daniele Gatti. Il 19 novembre 2021 è uscito per Warner "Prima Verdi", il suo primo album solistico, registrato nel 2020 al Teatro del Maggio con Marco Armiliato alla guida dell'Orchestra del Maggio Musicale Fiorentino. Il disco (disponibile sia come CD che LP) comprende arie da numerose opere, partendo dagli “anni di galera” con I Lombardi alla prima crociata, toccando molte opere dell’evoluzione musicale del genio di Busseto, fino ad arrivare a Otello dimostrando una duttilità e una capacità interpretativa attenta ad ogni dettaglio, parola per parola, nota per nota. Il 7 dicembre ha cantato come Macduff nel Macbeth che ha inaugurato la stagione 2021/2022 del Teatro alla Scala diretto dal Maestro Riccardo Chailly con la regia di Davide Livermore. Nel cast Luca Salsi (Macbeth), Anna Netrebko (Lady Macbeth) e Ildar Abdrazakov (Banco). In una recensione sul Sole 24Ore, Carla Moreni scrive “Francesco Meli tornisce la Romanza di Macduff con nobiltà, come deve essere, e senza eccessi lacrimevoli”. Inoltre, dal 2021 è il direttore artistico e uno dei docenti dell'Accademia di Alto Perfezionamento per cantanti lirici del Teatro Carlo Felice di Genova.
All'inizio del 2022 si è esibito in un concerto alla Tchaikovsky Hall di Mosca con la Svetlanov Symphony Orchestra diretta da Vasily Petrenko. Ha poi cantato come Radamès alla Semperoper Dresden dove è stato diretto per la prima volta da Christian Thielemann. In primavera ha cantato al Teatro alla Scala di Milano e all'Opera di Roma in due opere verdiane: Un ballo in maschera e Ernani. A giugno è stato ancora Riccardo nel Ballo in maschera ma questa volta in forma di concerto e a Chicago, sotto la direzione di Riccardo Muti. Nei primi di luglio 2022 si è esibito in due spettacoli della Tosca di Puccini all'Isola Margherita a Budapest nel ruolo di Cavaradossi. Tornerà poi all'Arena di Verona nel ruolo di Alfredo Germont e alla Royal Opera House come Radamès in Aida.
Nel 2023 canta in quattro produzioni al Maggio Musicale Fiorentino (Ernani, Don Carlo, La traviata e Carmen), mentre nel dicembre dello stesso anno interpreta nuovamente l'eponimo protagonista in Don Carlo in occasione dell'apertura della stagione scaligera, in un nuovo allestimento diretto da Lluís Pasqual e con Netrebko (Elisabetta), Salsi (Rodrigo), Michele Pertusi (Filippo) ed Elīna Garanča (Eboli). Nel 2024 torna al Teatro San Carlo e debutta in un'opera in questo teatro, interpretando Gabriele Adorno in Simon Boccanegra, assieme a Ludovic Tézier (Simone), Marina Rebeka (Amelia), Pertusi (Fiesco).  Nel 2024 fa il suo debutto come Otello nell'opera di Verdi in scena al Gran Teatro La Fenice.

## Vita privata
È sposato dal 2004 con la collega soprano Serena Gamberoni, con la quale ha tre figli. La coppia si è ritrovata a cantare spesso insieme nei ruoli principali di numerose opere, quali L'elisir d'amore od Un ballo in maschera.

## Repertorio
| Ruolo                 | Titolo                         | Autore     |
| --------------------- | ------------------------------ | ---------- |
| Primo prigioniero     | Fidelio                        | Beethoven  |
| Elvino                | La sonnambula                  | Bellini    |
| Don José              | Carmen                         | Bizet      |
| Riccardo Percy        | Anna Bolena                    | Donizetti  |
| Nemorino              | L'elisir d'amore               | Donizetti  |
| Roberto Leicester     | Maria Stuarda                  | Donizetti  |
| Edgardo Ravenswood    | Lucia di Lammermoor            | Donizetti  |
| Ubaldo                | Pia de' Tolomei                | Donizetti  |
| Ernesto               | Don Pasquale                   | Donizetti  |
| Werther               | Werther                        | Massenet   |
| Arbace Idomeneo       | Idomeneo Re di Creta           | Mozart     |
| Don Ottavio           | Don Giovanni                   | Mozart     |
| Ferrando              | Così fan tutte                 | Mozart     |
| Enzo Grimaldo         | La Gioconda                    | Ponchielli |
| Chevalier de la Force | Les dialogues des Carmelites   | Poulenc    |
| Edmondo               | Manon Lescaut                  | Puccini    |
| Rodolfo               | La bohème                      | Puccini    |
| Mario Cavaradossi     | Tosca                          | Puccini    |
| Rinuccio              | Gianni Schicchi                | Puccini    |
| Conte Alberto         | L'occasione fa il ladro        | Rossini    |
| Torvaldo              | Torvaldo e Dorliska            | Rossini    |
| Conte d'Almaviva      | Il barbiere di Siviglia        | Rossini    |
| Otello                | Otello                         | Rossini    |
| Contareno             | Bianca e Falliero              | Rossini    |
| Paolo Erisso          | Maometto secondo               | Rossini    |
| Cantante italiano     | Der Rosenkavalier              | Strauss    |
| Ismaele               | Nabucco                        | Verdi      |
| Oronte                | I Lombardi alla prima crociata | Verdi      |
| Ernani                | Ernani                         | Verdi      |
| Jacopo Foscari        | I due Foscari                  | Verdi      |
| Carlo VII             | Giovanna d'Arco                | Verdi      |
| Foresto               | Attila                         | Verdi      |
| Macduff Malcolm       | Macbeth                        | Verdi      |
| Corrado               | Il corsaro                     | Verdi      |
| Duca di Mantova       | Rigoletto                      | Verdi      |
| Manrico               | Il trovatore                   | Verdi      |
| Alfredo Germont       | La traviata                    | Verdi      |
| Gabriele Adorno       | Simon Boccanegra               | Verdi      |
| Riccardo              | Un ballo in maschera           | Verdi      |
| Don Carlo             | Don Carlo                      | Verdi      |
| Radamès               | Aida                           | Verdi      |
| Cassio Otello         | Otello                         | Verdi      |
| Fenton                | Falstaff                       | Verdi      |

## Discografia

### Album
2007 - Stolen Notes: Verdi Arias, Parma Opera Ensemble
2007 - Four Sacred Pieces | Hymn Of The Nations, Noseda/Orchestra e Coro del Teatro Regio (Torino) (Chandos)
2012 - Francesco Meli, Borowicz/Poznan Philharmonic Orchestra (Polskie Nagrania Muza)
2012 - Giuseppe Verdi - Messa da Requiem, Lorin Maazel/Symphonica Toscanini e Coro del Maggio Musicale Fiorentino, DVD (Unitel Classica)
2013 - Britten: Michelangelo Sonnets | Liszt: Petrarch Sonnets, Francesco Meli/Matteo Pais (Opus Arte)
2013 - Verdi: Messa da Requiem, Jurij Chatuevič Temirkanov/Orchestra e Coro del Teatro Regio (Parma), DVD (Unitel Classica)
2013 - Rossini: Petite Messe Solennelle, Antonio Pappano/Orchestra e Coro dell'Accademia Nazionale di Santa Cecilia (Warner Classics)
2016 - Riccardo Muti. La Musica è la Mia Vita | Nabucco, Riccardo Muti/Orchestra e Coro del Teatro dell'Opera di Roma (Warner Classics)
2016 - Riccardo Muti. La Musica è la Mia Vita | I Due Foscari, Riccardo Muti/Orchestra e Coro del Teatro dell'Opera di Roma (Warner Classics)
2016 - Riccardo Muti. La Musica è la Mia Vita | Ernani, Riccardo Muti/Orchestra e Coro del Teatro dell'Opera di Roma (Warner Classics)
2017 - Giuseppe Verdi: Messa da Requiem, Fabio Luisi/Philharmonia Zurich e Christian Spuck/Ballett Zürich, DVD (Accentus Music)
2017 - Verdi: Requiem, Noseda/London Symphony Orchestra (LSO Live)
2018 - Verdi: Messa da Requiem (Live), Jurij Chatuevič Temirkanov/ Orchestra filarmonica di San Pietroburgo (Delos)
2018 - Dmitri Hvorostovsky, Wiener Staatsoper (Orfeo)
2018 - Verdi: I Lombardi alla prima crociata, Teatro Regio Torino/Michele Mariotti
2021 - Prima Verdi, Marco Armiliato/Orchestra del Maggio Musicale Fiorentino (Warner Music)

### Opere
| Anno | Titolo Ruolo                             | Cast                                                                        | Direttore          | Etichetta                 |
| ---- | ---------------------------------------- | --------------------------------------------------------------------------- | ------------------ | ------------------------- |
| 2005 | Pia de' Tolomei Ubaldo                   | Patrizia Ciofi, Dario Schmunck, Laura Polverelli                            | Paolo Arrivabeni   | Dynamic (DVD)             |
| 2006 | Bianca e Falliero Contareno              | Daniela Barcellona, Maria Bayo, Carlo Lepore                                | Renato Palumbo     | Dynamic (DVD)             |
|      | Torvaldo e Dorliska Torvaldo             | Darina Takova, Michele Pertusi, Bruno Praticò                               | Victor Pablo Pérez | Dynamic (DVD)             |
| 2007 | La sonnanbula Elvino                     | Natalie Dessay, Carlo Colombara, Sara Mingardo                              | Evelino Pidò       | EMI (CD)                  |
| 2009 | Maria Stuarda Roberto Leicester          | Mariella Devia, Anna Caterina Antonacci, Simone Alberghini                  | Antonino Fogliani  | Arthaus Musik (DVD)       |
|      | Il barbiere di Siviglia Conte d'Almaviva | Roberto Frontali, Rinat Shaham, Bruno de Simone                             | Antonino Fogliani  | Dynamic (DVD)             |
| 2011 | Anna Bolena Riccardo Percy               | Anna Netrebko, Ildebrando D'Arcangelo, Elina Garanca                        | Evelino Pidò       | Deutsche Grammophon (DVD) |
| 2012 | I Lombardi alla prima crociata Oronte    | Roberto de Biasio, Michele Pertusi, Cristina Giannelli, Dīmītra Theodosiou  | Daniele Callegari  | Unitel Classica (DVD)     |
| 2013 | Un ballo in maschera Riccardo            | Serena Gamberoni, Vladimir Stoyanov, Kristin Lewis                          | Gianluigi Gelmetti | Unitel Classica (DVD)     |
|      | Simon Boccanegra Gabriele Adorno         | Leo Nucci, Roberto Scandiuzzi,Simone Piazzola, Tamar Iveri                  | Daniele Callegari  | Unitel Classica (DVD)     |
| 2014 | Il trovatore Manrico                     | Plácido Domingo, Anna Netrebko, Marie-Nicole Lemieux                        | Daniele Gatti      | Unitel Classica (DVD)     |
| 2017 | I due Foscari Jacopo Foscari             | Plácido Domingo, Maria Agresta, Maurizio Muraro                             | Antonio Pappano    | Opus Arte (DVD)           |
|      | I due Foscari Jacopo Foscari             | Plácido Domingo, Anna Pirozzi, Andrea Concetti                              | Michele Mariotti   | Unitel (DVD)              |
|      | Aida Radamès                             | Anna Netrebko, Roberto Tagliavini, Ekaterina Semenchuk, Dmitry Belosselskiy | Riccardo Muti      | Unitel (DVD)              |
| 2018 | I Lombardi alla prima crociata Oronte    | Giuseppe Gipali, Alex Esposito, Lavinia Bini                                | Michele Mariotti   | Dynamic (CD/DVD)          |
|      | Giovanna d'Arco Carlo VII                | Anna Netrebko, Carlos Álvarez, Michele Mauro, Dmitry Beloselskiy            | Riccardo Chailly   | Decca Records (DVD)       |